# Samurai

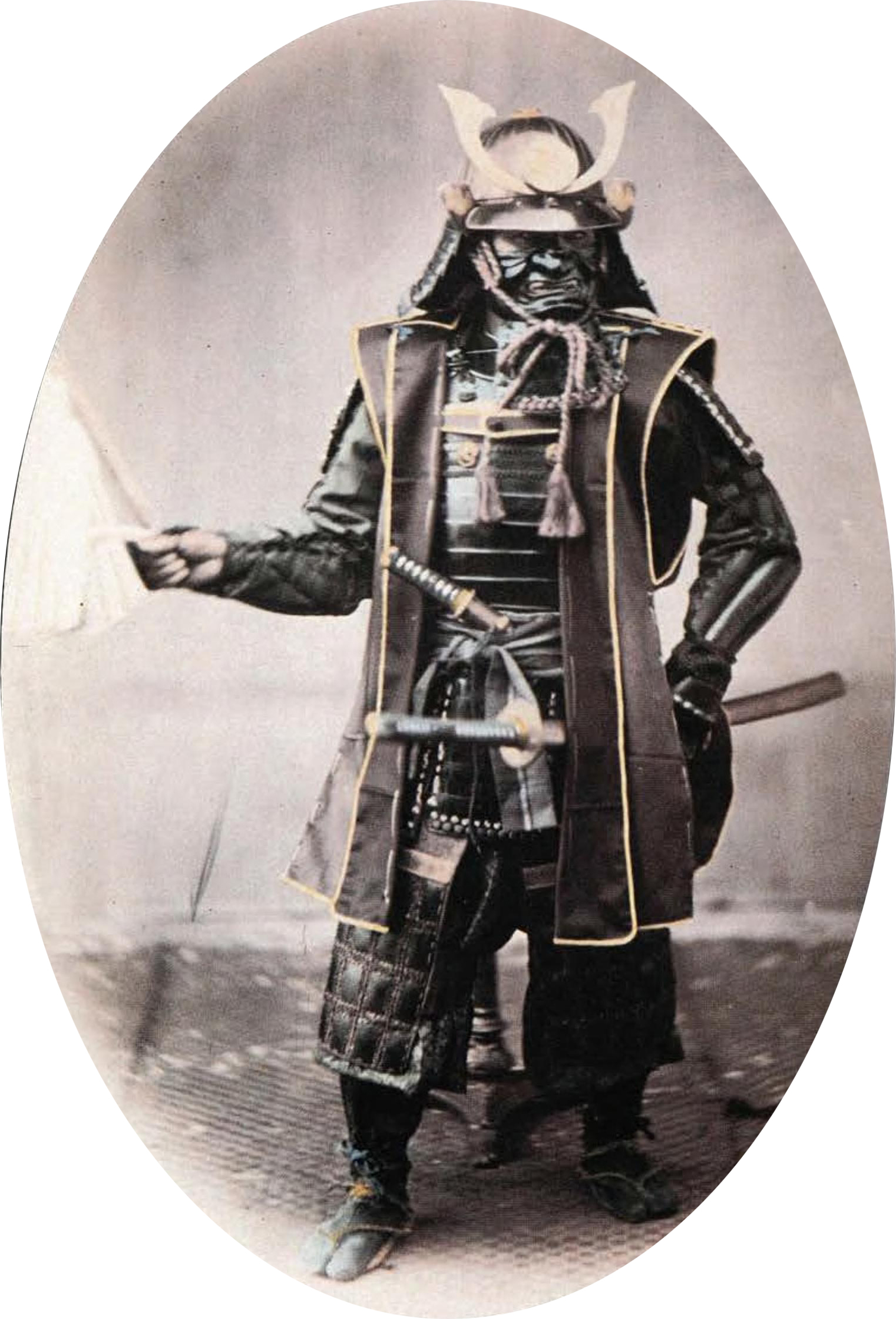
Samurai in armi (circa 1860)

Con samurai (侍?) s'indicano i membri della casta militare del Giappone feudale; simili sotto certi aspetti ai cavalieri dell'Europa medievale, questi guerrieri giocarono per diversi secoli un ruolo fondamentale nella storia giapponese. Il loro declino coincise con l'inizio dello Shogunato Tokugawa, che con la fine dell'epoca dei conflitti vide fortemente ridimensionata la loro figura, per poi essere completamente accantonata durante il Rinnovamento Meiji nel XIX secolo in favore di un esercito regolare di stampo europeo.

## Storia
Il nome deriva sicuramente da un verbo, saburau, che significa "servire" o "tenersi a lato" e letteralmente significa "servitore". Un termine più appropriato sarebbe risalente al periodo Edo.
Il termine viene tuttora usato per indicare proprio la nobiltà guerriera (non, ad esempio, gli ashigaru, cioè i fanti, né i kuge, cioè gli aristocratici di corte). I samurai che non servivano un daimyō perché era morto o perché ne avevano perso il favore, o la fiducia, erano chiamati rōnin, letteralmente "uomo onda", che intende "libero da vincoli", ma assume sempre un significato dispregiativo.
I samurai costituivano una casta colta che, oltre alle arti marziali, direttamente connesse con la loro professione, praticava arti zen come il cha no yu (arte del tè) o lo shodō (arte della scrittura). Durante l'era Tokugawa persero gradualmente la loro funzione militare, divenendo dei semplici rōnin che spesso si abbandonavano a saccheggi e barbarie. Verso la fine del periodo Edo i samurai erano essenzialmente designati come i burocrati al servizio dello shōgun o di un daimyō e la loro spada veniva usata soltanto per scopi cerimoniali, per sottolineare la loro appartenenza di casta.
Con il rinnovamento Meiji (tardo XIX secolo) la classe dei samurai fu abolita in favore di un esercito nazionale in stile occidentale. I samurai ebbero il loro "canto del cigno" durante la "ribellione di Satsuma": nel 1877 un gruppo di samurai di Satsuma, guidato da Saigō Takamori, che pure era stato uno dei fautori del Rinnovamento Meiji, in opposizione all'occidentalizzazione della società giapponese iniziò una rivolta armata contro il governo imperiale. Nella battaglia di Shiroyama, combattuta il 24 settembre 1877, cinquecento samurai affrontarono trentamila soldati dell'esercito regolare giapponese, venendo tutti massacrati; Takamori, ferito, in ossequio alle regole del Bushido, praticò il seppuku (suicidio rituale). Ciò nonostante, il bushidō, rigido codice d'onore dei samurai, è sopravvissuto ed è ancora, nella società giapponese odierna, un nucleo di principi morali e di comportamento simile al ruolo svolto dai principi etici religiosi nelle società occidentali attuali.

## Etimologia

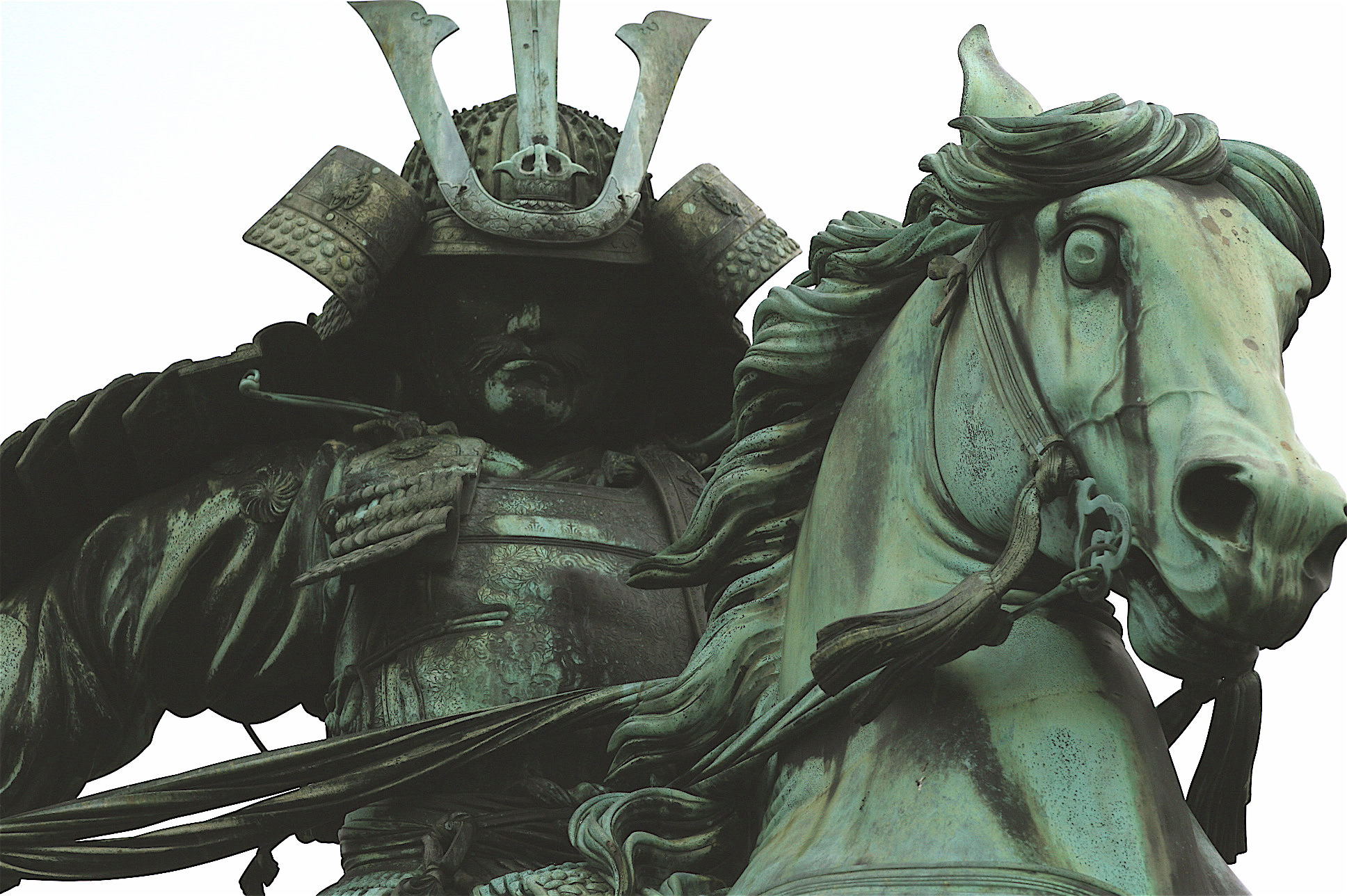
Statua raffigurante il samurai Kusunoki Masashige, vissuto nel XIV secolo, icona del bushidō: egli aveva combattuto per l'imperatore Go-Daigo sconfiggendo lo shogun di Kamakura ed è considerato un eroe nazionale e un patriota; la sua scultura è situata davanti al Palazzo Imperiale di Tokyo

La parola "samurai" significava originariamente "coloro che servono la nobiltà", scritto in caratteri cinesi o kanji che avevano il medesimo significato. In giapponese, durante il periodo Heian (794-1185), si pronunciava saburapi e più tardi saburai. Nella letteratura giapponese si fa riferimento al primo samurai a partire dal X secolo, nel libro Kokinshū, detto altrimenti Kokin Wakashū e tradotto con "Raccolta di poesie giapponesi antiche e moderne".
Altro nome con cui era conosciuto il samurai è bushi (武士), il quale appare per la prima volta nel Shoku Nihongi (続日本紀, 797 d.C.), un antico documento giapponese racchiuso in quaranta volumi che raccoglie le più importanti decisioni di stato prese dalla corte imperiale tra il 697 d.C. e il 791 d.C. In una parte del libro si dice: "I samurai sono coloro che formano i valori della nazione".
Secondo il libro Gli ideali del samurai di William Scott Wilson, le parole bushi e samurai sono diventate sinonimi alla fine del XII secolo. Wilson esplora a fondo le origini della parola "guerriero" nella cultura giapponese senza tralasciare i caratteri kanji con cui viene scritto. Wilson afferma che bushi in realtà si traduce con "l'uomo che ha la capacità di mantenere la pace, con la forza militare o letteraria".
Saburai non è stato sostituito da samurai che agli inizi dell'era moderna, alla fine del periodo Azuchi-Momoyama (1573–1603) e agli inizi del periodo Edo del tardo XVI e XVII secolo. Per allora il significato si era già modificato da tempo.

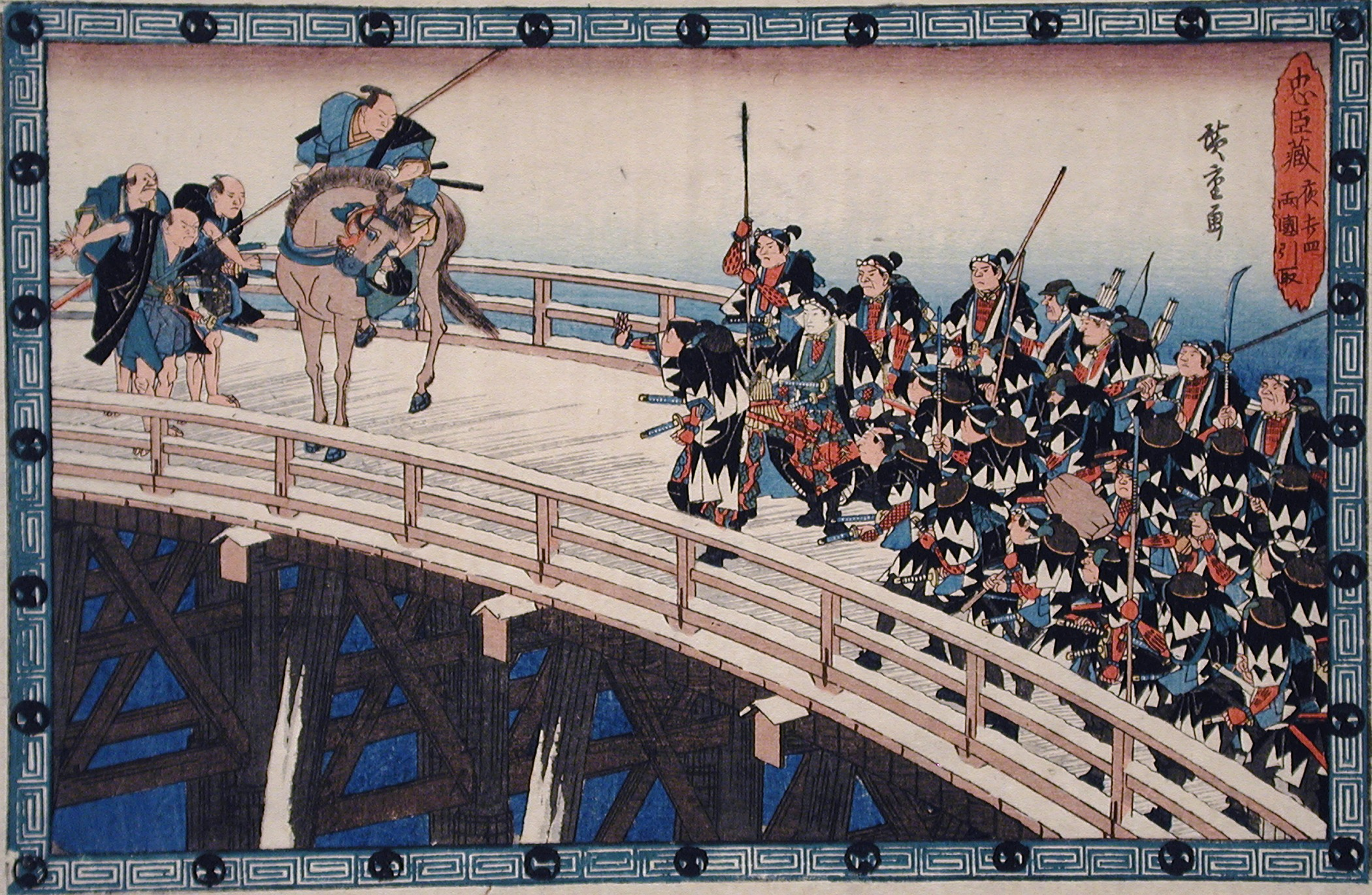
Una banda di ronin ferma un rappresentante dello shogun mentre attraversa il ponte di Ryogoku, disegno di Utagawa Hiroshige

Durante l'era di più grande potere dei samurai il termine yumitori (arciere) veniva utilizzato come titolo onorario per un guerriero, anche quando l'arte della spada divenne la più importante. Gli arcieri giapponesi (vedi arte del kyūjutsu) sono ancora fortemente associati con il dio della guerra Hachiman.
Un samurai prendeva il nome di rōnin (浪人 letteralmente "uomo-onda") quando il nobile padrone cui era legato moriva o perdeva la fiducia in quest'ultimo. Il bushidō prevedeva che per espiare la propria colpa e riacquistare l'onore perduto si dovesse ricorrere alla pratica dello harakiri, che significa "tagliare il ventre" e rappresenta la parte culminante della pratica del suicidio rituale denominato seppuku, attraverso il proprio sventramento con la spada corta wakizashi. Il venir meno a questi principi causava il disonore del guerriero, che diventava un rōnin, ossia un samurai errante, senza onore né dignità.
Il rōnin poteva essere disposto a lavorare per chiunque lo pagasse, oppure poteva arrivare a unirsi ad altri come lui e creare scompiglio nei villaggi, saccheggiandoli e creando confusione. Pur continuando a fare parte dell'elevata casta dei samurai, i rōnin potevano mettersi al servizio del popolo, insegnando arti marziali e di guerra, facendosi assumere come guardie del corpo (yojimbo) oppure difendendo il villaggio da aggressioni esterne.
Questi sono alcuni termini usati come sinonimo di samurai.
- Buke 武家 - un appartenente a una famiglia militare, un suo membro;
- Mononofu もののふ - termine arcaico per "guerriero";
- Musha 武者 - abbreviazione di bugeisha 武芸者, letteralmente "uomo delle arti marziali";
- Shi 士 - pronuncia sinogiapponese del carattere che comunemente si legge samurai
- Tsuwamono 兵 - termine arcaico per "soldato", fatto celebre da un famoso haiku di Matsuo Bashō; indica una persona valorosa;

## Armi

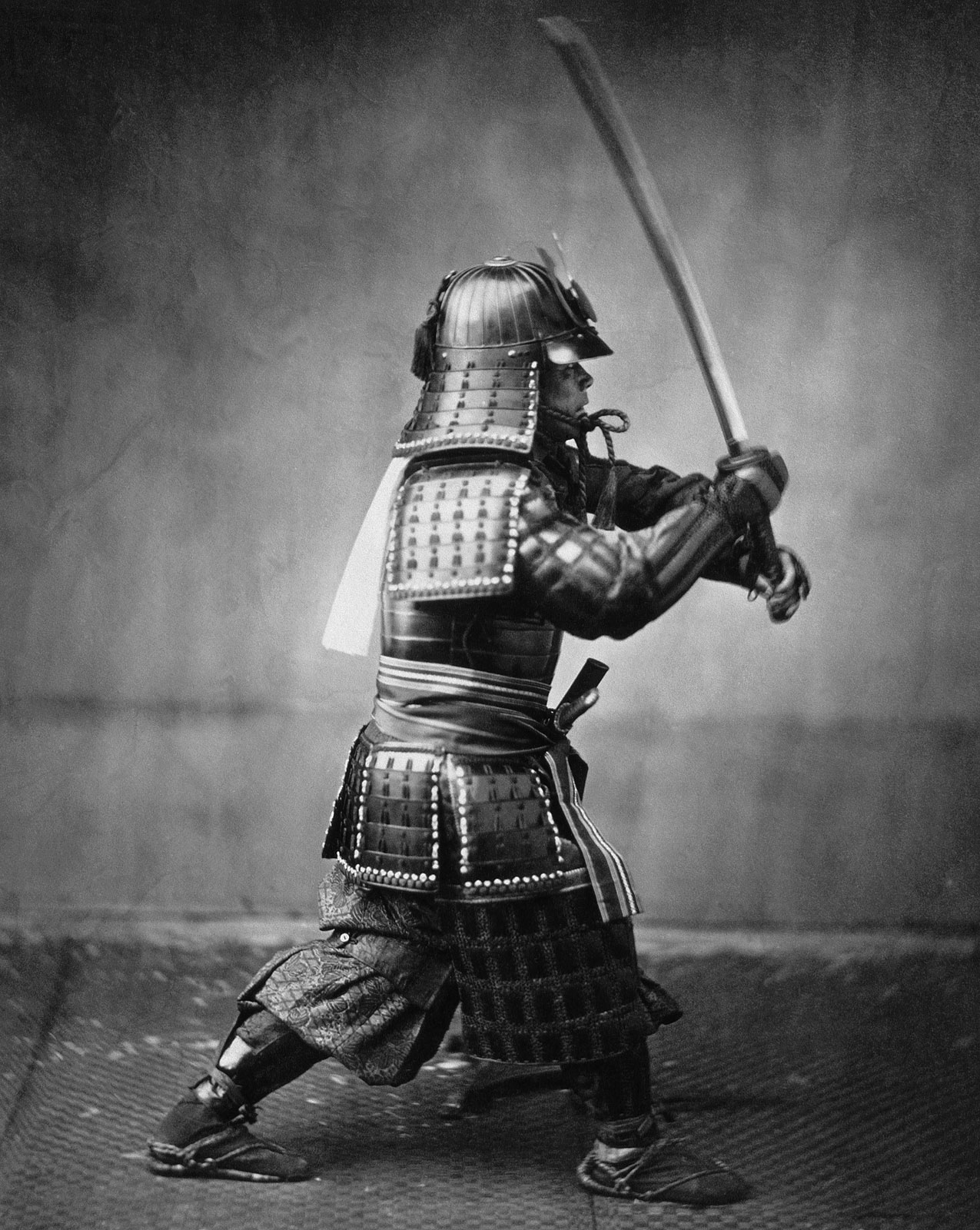
Samurai armato

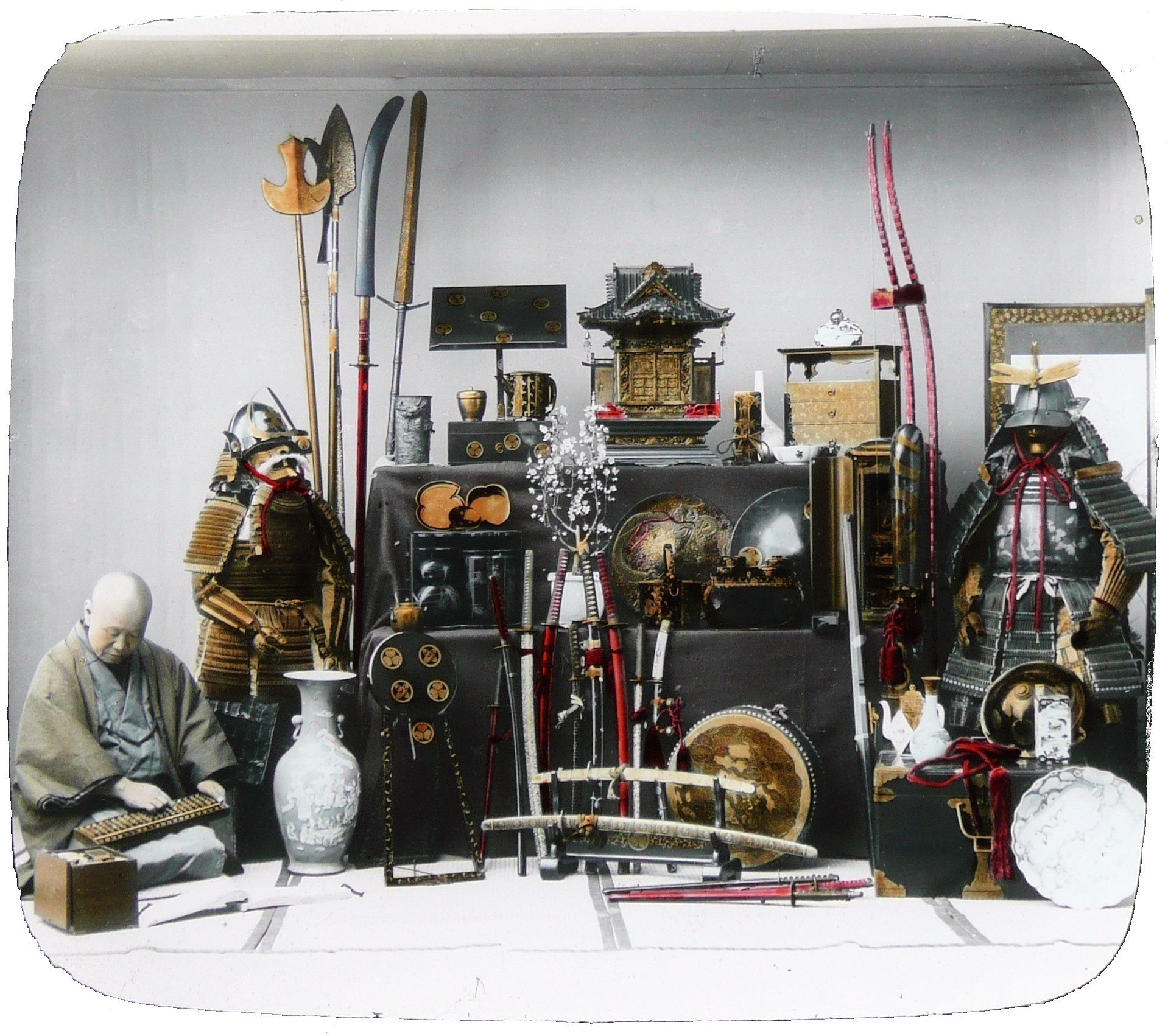
Collezione di armature di samurai

I samurai usavano una grande varietà di armi, anzi, un'evidente differenza tra la cavalleria europea e i samurai riguarda proprio l'impiego delle armi, poiché i samurai non ritennero mai che esistessero armi disonorevoli, ma solo armi efficienti e inefficienti. L'uso delle armi da fuoco costituì una parziale eccezione, in quanto fu fortemente scoraggiato durante il XVII secolo dagli shogun Tokugawa, fino a proibirle quasi completamente e ad allontanarle del tutto dalla pratica della maggior parte dei samurai.
Nel periodo Tokugawa si diffuse l'idea che l'anima di un samurai risiedesse nella katana che portava con sé, a seguito dell'influenza dello zen sul bujutsu; a volte i samurai vengono descritti come se dipendessero esclusivamente dalla spada per combattere. Raggiunti i tredici anni, in una cerimonia chiamata genpuku, ai ragazzi della classe militare veniva dato un wakizashi e un nome da adulto, per diventare così vassalli, cioè samurai a tutti gli effetti. Questo dava loro il diritto di portare una katana, sebbene venisse spesso assicurata e chiusa con dei lacci per evitare sfoderamenti immotivati o accidentali. Insieme, katana e wakizashi vengono chiamati daishō (letteralmente: "grande e piccolo") e il loro possesso era la prerogativa del buke, la classe militare al vertice della piramide sociale. Portare le due spade venne vietato nel 1523 dallo shogun ai cittadini comuni che non erano figli di un samurai, per evitare rivolte armate, perché prima della riforma tutti potevano diventare samurai.
Un'altra importantissima arma dei samurai, cui erano connessi importanti riti scintoisti, fu l'arco e non fu modificata per secoli, fino all'introduzione della polvere da sparo e del moschetto nel XVI secolo. Fino alla fine del XIII secolo la via della spada (kendo) fu meno considerata della via dell'arco da molti esperti di bushidō. Un arco giapponese era un'arma molto potente: le sue dimensioni permettevano di lanciare con precisione vari tipi di proiettili (come frecce infuocate o frecce di segnalazione) alla distanza di cento metri, arrivando fino a duecento metri quando non era necessaria la precisione.

Ideogramma samurai

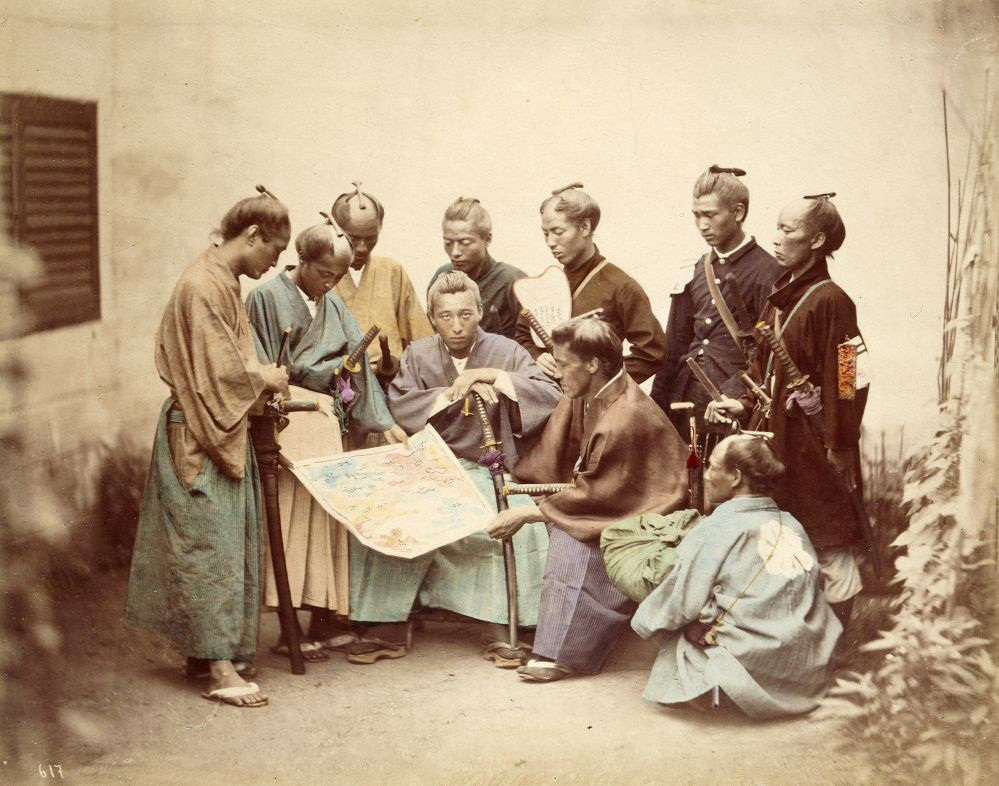
Samurai appartenenti al clan Satsuma durante la guerra Boshin

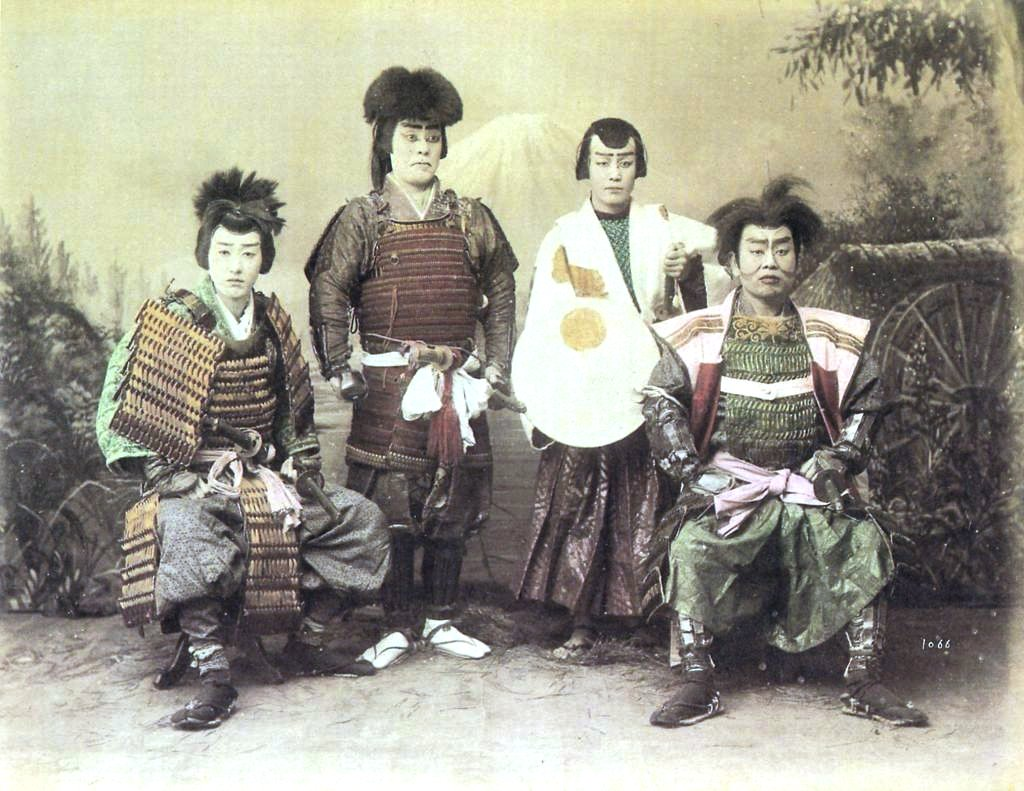
Foto ricordo con figuranti in costume da samurai (1880 circa)

Veniva usato solitamente a piedi, dietro un tedate, un largo scudo di legno, ma poteva essere usato anche a cavallo. La pratica di tirare con l'arco da cavallo divenne una cerimonia shinto detta yabusame. Nelle battaglie contro gli invasori mongoli, questi archi furono l'arma decisiva, contrapposti agli archi più piccoli e alle balestre usate dai cinesi e dai mongoli.
Nel XV secolo anche la lancia (yari) divenne un'arma popolare. Lo yari tese a rimpiazzare il naginata allorquando l'eroismo individuale divenne meno importante sui campi di battaglia e le milizie furono maggiormente organizzate. Nelle mani dei fanti o ashigaru divenne più efficace di una katana, soprattutto nelle grosse cariche campali. Nella battaglia di Shizugatake, in cui Shibata Katsuie fu sconfitto da Toyotomi Hideyoshi (da allora anche noto come Hashiba Hideyoshi), i cosiddetti "sette lancieri di Shizugatake" ebbero un ruolo cruciale nella vittoria.
Seppuku (切腹) è un termine giapponese che indica un rituale per il suicidio in uso tra i samurai. In Occidente viene usata più spesso la parola harakiri (腹切り), a volte in italiano erroneamente pronunciato come "karakiri", con pronuncia e scrittura errata dell'ideogramma hara. Nello specifico seppuku e harakiri presentano alcune differenze, qui di seguito spiegate.
La traduzione letterale del termine seppuku è "taglio dello stomaco", mentre per harakiri è "taglio del ventre" e veniva eseguito, secondo un rituale rigidamente codificato, come espiazione di una colpa commessa o come mezzo per sfuggire a una morte disonorevole per mano dei nemici. Un elemento fondamentale per la comprensione di questo rituale è il seguente: si riteneva che il ventre fosse la sede dell'anima e pertanto il significato simbolico era quello di mostrare agli astanti la propria anima priva di colpe in tutta la sua purezza.
Alcune volte praticato volontariamente per svariati motivi, durante il periodo Edo (1603-1868) divenne una condanna a morte che non comportava disonore. Infatti il condannato, vista la sua posizione nella casta militare, non veniva giustiziato, ma invitato o costretto a togliersi da solo la vita praticandosi con un pugnale una ferita profonda all'addome di gravità tale da provocarne la morte.
Il taglio doveva essere eseguito da sinistra verso destra e poi verso l'alto. La posizione doveva essere quella classica giapponese, detta seiza, cioè in ginocchio con le punte dei piedi rivolte all'indietro; ciò aveva anche la funzione d'impedire che il corpo cadesse all'indietro, in quanto il guerriero doveva morire sempre cadendo onorevolmente in avanti. Per preservare ancora di più l'onore del samurai un fidato compagno, chiamato kaishakunin, previa promessa all'amico, decapitava il samurai appena egli si era inferto la ferita all'addome, per fare in modo che il dolore non gli sfigurasse il volto.
La decapitazione (kaishaku) richiedeva eccezionale abilità e infatti il kaishakunin era l'amico più abile nel maneggio della spada. Un errore derivante da poca abilità o emozione avrebbe infatti causato notevoli ulteriori sofferenze. Proprio l'intervento del kaishakunin e la conseguente decapitazione costituiva la differenza essenziale tra seppuku e harakiri: sebbene le modalità di taglio del ventre fossero analoghe, nell'harakiri non era prevista la decapitazione del suicida e pertanto mancava tutta la relativa parte del rituale, con conseguente minore solennità dell'evento.
Il più noto caso di seppuku collettivo è quello dei "quarantasette rōnin", celebrato nel dramma Chushingura, mentre il più recente è quello dello scrittore Yukio Mishima avvenuto nel 1970. In quest'ultimo caso il kaishakunin Masakatsu Morita, in preda all'emozione, sbagliò ripetutamente il colpo di grazia e intervenne Hiroyasu Koga, che decapitò lo scrittore.
Una delle descrizioni più accurate di un seppuku è quella contenuta nel libro Tales of Old Japan (1871) di Algernon Bertram Mitford, ripresa in seguito da Inazo Nitobe nel suo libro Bushido, l'anima del Giappone (1899). Mitford fu testimone oculare del seppuku eseguito da Taki Zenzaburo, un samurai che, nel febbraio 1868, aveva dato l'ordine di sparare sugli stranieri a Kobe e, assuntasi la completa responsabilità del fatto, si era dato la morte con l'antico rituale. La testimonianza è di particolare interesse proprio perché resa da un occidentale che descrive una cerimonia, così lontana dalla sua cultura, con grande realismo.
Anche all'interno di un libro di Mishima, Cavalli in fuga, sono contenute numerose descrizioni di seppuku compiute da alcuni samurai che tentano un'insurrezione per restaurare l'ordine tradizionale in Giappone e reintegrare nella pienezza del proprio potere l'imperatore. Anche il personaggio principale compie il rito del seppuku all'ultima pagina del libro.
Nel 1889, con la costituzione Meiji, venne abolito come forma di punizione. Un caso celebre fu quello dell'anziano ex daimyō Nogi Maresuke che si suicidò nel 1912 alla notizia della morte dell'imperatore. Casi di seppuku si ebbero al termine della seconda guerra mondiale tra gli ufficiali, spesso provenienti dalla casta dei samurai, che non accettarono la resa del Giappone.
Con il nome di jigai, il seppuku era previsto, nella tradizione della casta dei samurai, anche per le donne; in questo caso il taglio non avveniva al ventre bensì alla gola, dopo essersi legate i piedi per non assumere posizioni scomposte durante l'agonia. Anche di ciò è presente una descrizione nel citato libro di Mishima, Cavalli in Fuga.
L'arma usata poteva essere il tantō (coltello), anche se più spesso, soprattutto sul campo di battaglia, la scelta ricadeva sul wakizashi, detto per questo "guardiano dell'onore", la seconda lama (più corta) che portato di diritto dai soli samurai.
A Firenze al Museo Stibbert si trova la più importante collezione di armature di samurai fuori del Giappone.

## I precetti di un samurai

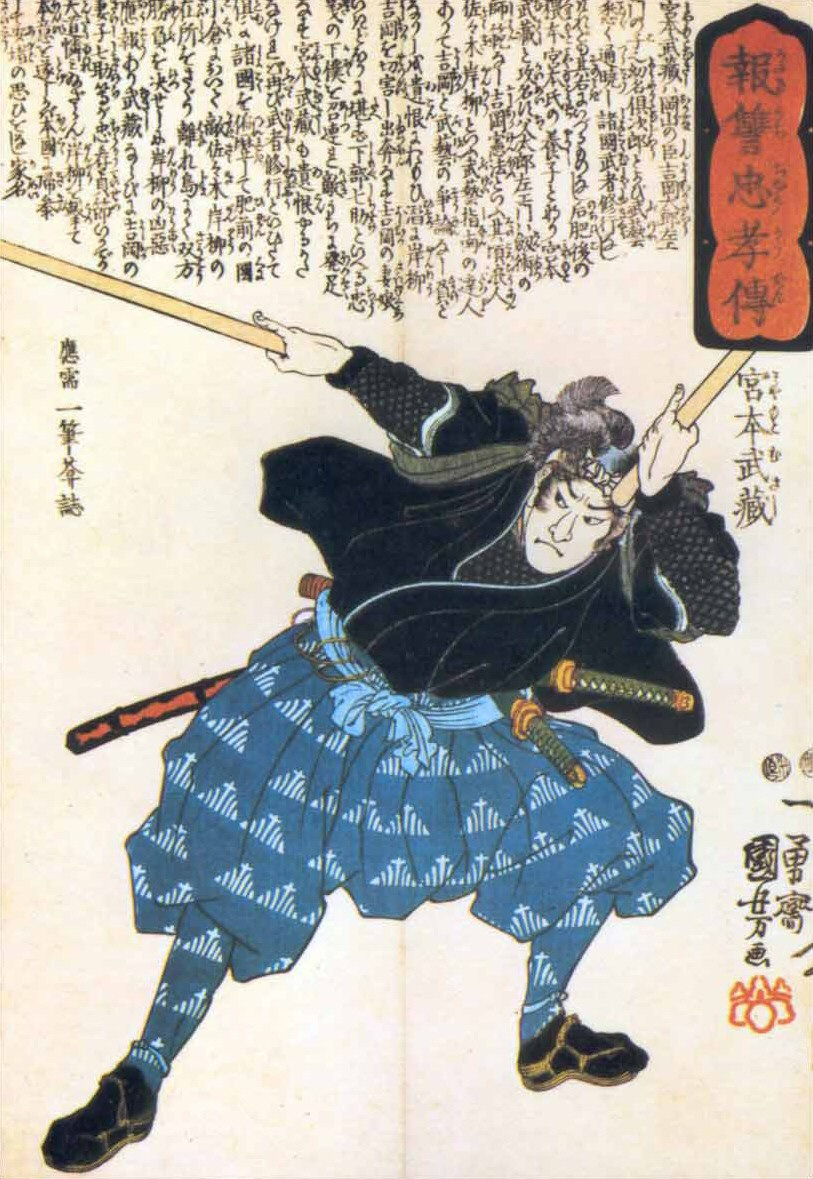
Il samurai Miyamoto Musashi

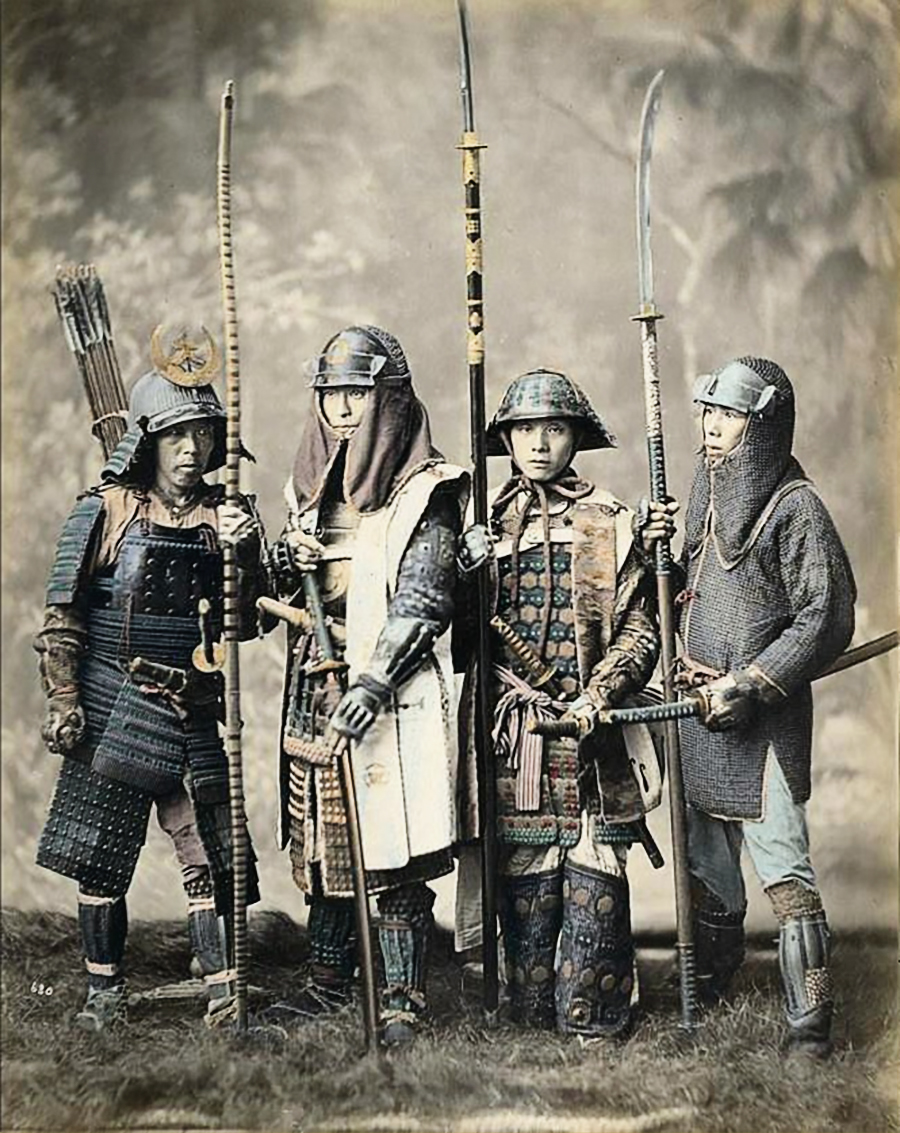
Samurai giapponesi in armatura con diverse armi inastate (1880 circa)

I samurai seguivano un preciso codice d'onore, chiamato bushidō ("via del guerriero"), la più famosa opera che lo sintetizza è l'Hagakure di Yamamoto Tsunetomo (1659-1721). Non bisogna però ritenere che il bushido praticato nelle diverse epoche in cui vissero i samurai fosse sempre attinente a un medesimo codice d'onore, privo di modifiche o di differenze. Per esempio l'Hagakure è sostanzialmente diverso e confliggente in molte parti con un'altra celebre opera sul bushido, scritta poche decine di anni prima, il Libro dei cinque anelli di Miyamoto Musashi. Infatti il concetto di onore dell'Hagakure è basato sull'accettazione della morte e sull'obbedienza cieca al proprio signore, mentre Musashi lo lega alla ricerca dell'autoperfezionamento e alla completezza culturale e filosofica. Si noti che Musashi non era un "vero" samurai, ma un bushi, rifiutandosi per tutta la vita di prestare servizio a un signore giurandogli fedeltà, rimanendo sempre indipendente; una pratica normale nel XV e XVI secolo, ma che nel XVII secolo risultava alquanto "eccentrica" e considerata con sospetto negli ambienti culturali affini a quelli in cui fu redatto l'Hagakure. Musashi si interessò inoltre pochissimo dell'onore formale e l'etichetta, concentrandosi soprattutto sull'onore sostanziale e personale.
L'Hagakure è un libro scritto in un'epoca di pace per creare un samurai perfetto, a partire dal suo obbligo di servire il proprio padrone e il suo onore, con la propria spada e con la propria vita; il Libro dei cinque anelli, al contrario, punta a creare un perfetto samurai facendolo divenire un uomo completo o il più possibile completo e inoltre pone molto l'accento sulla spiritualità buddista zen (e marginalmente sul buddismo esoterico colto) e alla preparazione filosofica, puntando a fare del suo samurai perfetto anche un uomo "buono" secondo i principi del buddismo giapponese. Si noti che il Libro dei cinque anelli fu scritto appena dopo la pacificazione del Giappone da un simpatizzante per la fazione sconfitta e quindi è molto meno "teorico" e molto più pragmatico e figlio di combattimenti reali e non dispute sull'onore. Forse non è un caso se l'Hagakure divenne un libro importantissimo per il nazionalismo e il fascismo giapponese, che lo resero una lettura quasi obbligatoria all'interno dei loro circoli, mentre il Libro dei cinque anelli conobbe una grande fortuna anche al di fuori del Giappone e in ambiti culturali differenti.
I precetti dei samurai furono pesantemente influenzati dalle principali correnti spirituali e culturali giapponesi. Verso il 1000 era ancora lo shintoismo la principale fonte di ispirazione per i samurai, corrente che sottolineava la fedeltà all'imperatore, in un'epoca in cui essere samurai voleva dire essere un guerriero abile, ma successivamente concetti taoisti, buddisti e confuciani iniziarono a diffondersi e a sovrapporsi a questi. In particolare ebbero grande fortuna, dopo il buddismo cinese, il buddismo zen e il buddismo esoterico (quest'ultimo soprattutto nelle casate nobili più ricche e potenti, mentre il primo anche a livello di piccole scuole e rōnin). In quest'epoca si diffusero molte scuole che associavano ai doveri del samurai l'obbligo di svolgere i propri compiti non solo al massimo delle proprie capacità, ma con grazia ed eleganza, dimostrando attraverso il gesto la propria superiorità, pratica che fu molto contestata nel XVI secolo (quando riprese l'attenzione all'efficacia e non alla forma del gesto), ma che è rimasta in molte scuole di pensiero samurai.
I ruvidi guerrieri del 900 erano divenuti, prima del 1300, raffinati poeti, mecenati, pittori, cultori delle arti, collezionisti di porcellane, codificando in molte opere di bushido (fino al Libro dei cinque anelli) la necessità per un samurai di essere esperto in molte arti, non solo in quella della spada. La prima grande codificazione di questa svolta avvenne nell'Heike Monogatari, opera letteraria più famosa del periodo Kamakura (1185-1333), che attribuiva alla via del guerriero l'obbligo dell'equilibrio tra la forza militare e la potenza culturale. Gli eroi di quest'epopea (la storia di una lotta tra due clan, i Taira e i Minamoto) e di altre che si ispirarono a questa negli anni immediatamente successivi, sono gentili, ben vestiti, molto attenti all'igiene, cortesi con il nemico nei momenti di tregua, abili musicisti, competenti poeti, letterati talvolta particolarmente versati nella calligrafia o nella disposizione dei fiori, appassionati cultori del giardinaggio e spesso interessati alla letteratura cinese. Inoltre morendo spesso mettono in versi il proprio epitaffio.
Questa visione duplice dei compiti del samurai si affermò grandemente, fino a diventare egemonica; Hojo Nagauji (o Soun), signore di Odawara (1432-1519), uno dei più importanti samurai della sua epoca scrisse nei Ventuno precetti del samurai: "La via del guerriero deve sempre essere sia culturale, sia marziale. Non è necessario ricordare che l'antica legge stabilisce che le arti culturali dovrebbero essere rette con la sinistra e quelle marziali con la destra", in questo sottolineava una certa predominanza per le arti marziali, ma da questo insegnamento trassero spunto numerosi samurai che divennero famosi tanto come spadaccini, quanto, e più, come esperti della cerimonia del tè, o come artisti, attori di teatro Nō e poeti. Imagawa Royshun (1325-1420), grande commentatore dell'arte della guerra di Sun Tzu, nelle sue Norme si era spinto oltre, affermando che "Senza conoscere la via della cultura, non ti sarà possibile raggiungere la vittoria in quella marziale", creando un nuovo concetto di equilibrio tra cultura e guerra noto come bunbu ryodo ("non abbandonare mai le due vie").
Lo stesso Miyamoto Musashi, uno dei più grandi duellisti del XVII secolo (con 59 vittorie e un pareggio o 60 vittorie e un pareggio entro i trent'anni, a seconda delle fonti), divenne nella seconda parte della sua vita uno dei più grandi pittori di quel periodo. Concordava con Takeda Shingen (1521-1573), forse il più brillante generale del XVI secolo, che affermava come la grandezza di un uomo dipendeva dalla pratica di numerose vie.
Questo atteggiamento ovviamente provocò tutta una serie di aspre critiche; in particolare si ricorda l'avversione di Kato Kiyomasa (1562-1611) per tutto ciò che non era marziale e la sua opinione, condivisa da molte scuole "estremamente marziali", secondo la quale un samurai dedito alla poesia sarebbe divenuto "effeminato" mentre un samurai che avesse praticato il mestiere dell'attore o si fosse interessato al teatro Nō avrebbe dovuto suicidarsi per il disonore che arrecava al suo nome. Correnti di pensiero "estremamente marziali" e di rifiuto degli aspetti culturali della figura del samurai si diffusero notevolmente nei secoli successivi. Questo fatto potrebbe sembrare paradossale per un'epoca di pace (la cosiddetta Pax Tokugawa) durante la quale in piccoli dojo non solo si accettava l'etichetta, ma anzi la si studiava a fondo; al contempo però si intendeva anche ritornare al significato originario dell'essere samurai, il guerriero impavido; in questo contesto persino l'Hagakure potrebbe essere stato considerato troppo "raffinato".
Le differenti fonti di ispirazione culturale a cui erano soggetti i samurai (scintoismo, scintoismo esoterico, taoismo, buddismo cinese, buddismo della terra pura, buddismo zen, buddismo esoterico, confucianesimo ufficiale cinese, confucianesimo dei glossatori giapponesi ed epica classica giapponese) crearono scuole di pensiero e di pratica molto differenti, con principi di vita talvolta contrapposti o, più spesso, semplicemente complementari, anche grazie alla grande attitudine al pragmatismo e al sincretismo della cultura giapponese.

## Sakura- il ciliegio

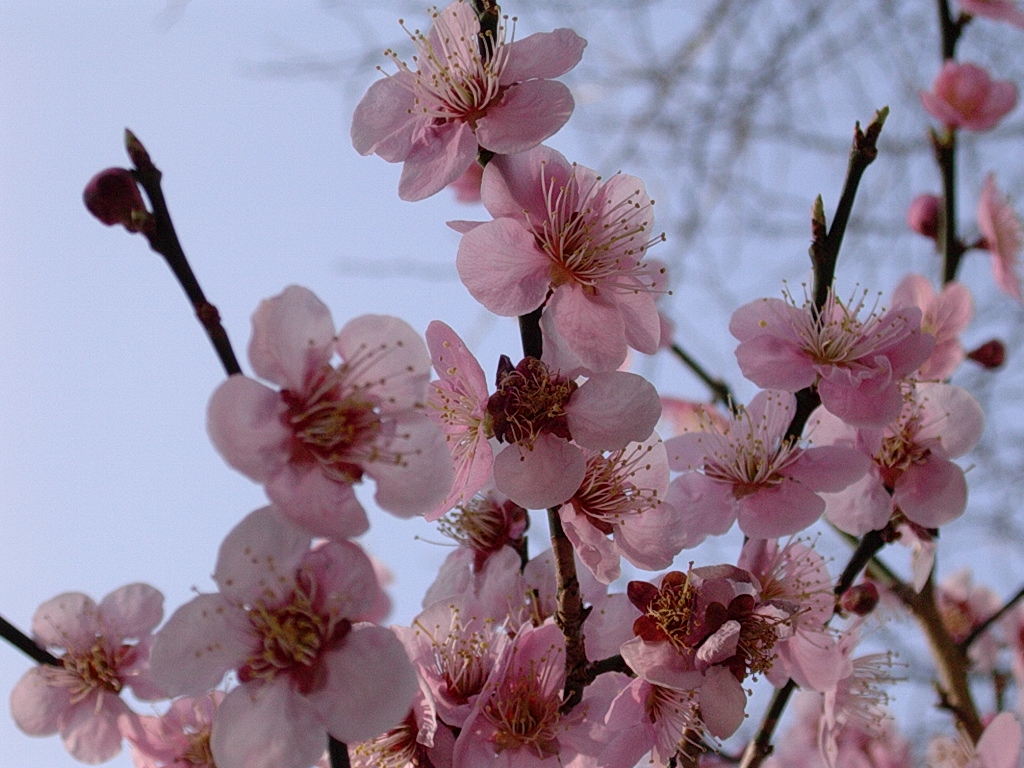
Fiori di ciliegio

Oggi assunto a simbolo di tutte le arti marziali, venne adottato dai samurai quale emblema di appartenenza alla propria classe. Nell'iconografia classica del guerriero il ciliegio rappresenta insieme la bellezza e la caducità della vita: esso, durante la fioritura, mostra uno spettacolo incantevole nel quale il samurai vedeva riflessa la grandiosità della propria figura avvolta nell'armatura, ma è sufficiente un improvviso temporale perché tutti i fiori cadano a terra, proprio come il samurai può cadere per un colpo di spada infertogli dal nemico. Il guerriero, abituato a pensare alla morte in battaglia non come un fatto negativo, ma come l'unica maniera onorevole di andarsene, rifletté nel fiore di ciliegio questa filosofia.
Un antico verso ancora oggi ricordato è: «Tra i fiori il ciliegio, tra gli uomini il guerriero» (花は桜木人は武士?, hana wa sakuragi, hito wa bushi), ovvero: «Come il fiore del ciliegio è il migliore tra i fiori, così il guerriero è il migliore tra gli uomini».

## I samurai nella cultura di massa

### Nel teatro
- Chūshingura è un'opera teatrale giapponese scritta da Takeda Izumo che descrive le gesta dei quarantasette ronin.

### Nei film
Il filone creativo dei film di cappa e spada giapponesi prende il nome di chambara.
- Il regista cinematografico giapponese Akira Kurosawa è noto per aver realizzato alcuni tra i più celebri film con samurai come protagonisti
- Altri registi del XX secolo noti per aver trattato questo tema sono: Masaki Kobayashi, Kihachi Okamoto e Hiroshi Inagaki del quale la Trilogia del Samurai è una serie di film la cui storia è tratta da un romanzo di Eiji Yoshikawa sulla vita e le gesta di Musashi Miyamoto.

Tra i film degli anni 2000 troviamo: Il crepuscolo del samurai diretto da Yōji Yamada, L'ultimo samurai diretto da Edward Zwick e 13 assassini, Ichimei e L'immortale diretti da Takashi Miike.

### Nei fumetti
L'industria editoriale giapponese comprende una corposa produzione di manga, tra questi molti sono ambientati nell'epoca tradizionale dei samurai o trattano questo tipo di soggetto. Le serie più famose e più attinenti al tema sono:
- Lone Wolf and Cub creata dallo scrittore Kazuo Koike e dal disegnatore Gōseki Kojima fu di ispirazione anche per la creazione di vari film e serie tv;
- Ne è stata ricavata una trasposizione cinematografica anche del manga L'immortale, storia ambientata durante lo shogunato Tokugawa, scritta e disegnata da Hiroaki Samura;
- Takehiko Inoue ha scritto e disegnato Vagabond ispirandosi al romanzo "Musashi" di Eiji Yoshikawa, che narra le vicende relative al samurai Musashi Miyamoto;

### Nei videogiochi
Molti videogiochi della casa di produzione Koei Tecmo, ed altri titoli, hanno come protagonisti o personaggi ricorrenti dei samurai:
- La serie Shogun: Total War;
- La serie Way of the Samurai;
- La serie Onimusha;
- La saga Nioh;
- Sekiro: Shadows Die Twice;
- Shadow Tactics: Blades of the Shogun;
- Ghost of Tsushima;
- For Honor.
- Assassin's Creed Shadows;